# Цянь, Роберт
Роберт Цянь Цзэнань (англ. Robert Tjian, кит. трад. 錢澤南, пиньинь Qián Zénán, р.22 сентября 1949) — американский биохимик китайского происхождения.

## Биография
Родился в 1949 году в Гонконге. Его отец Цянь Цзынин (потомок в 32-м поколении Цянь Лю — основателя и первого правителя царства У Юэ эпохи пяти династий и десяти царств) был в Шанхае известным капиталистом и одним из основателей современного бумажного производства в Китае, но в связи с тем, что гоминьдановцы проиграли гражданскую войну, в апреле 1949 года был вынужден переехать из Шанхая в Гонконг, находившийся тогда под юрисдикцией Великобритании. В 1950 году семья переехала в Сан-Паулу (Бразилия), а с 1963 года поселилась в штате Нью-Джерси (США).
В 1971 году Роберт Цянь получил степень бакалавра в Калифорнийском университете в Беркли, а в 1976 году — степень Ph.D. в Гарвардском университете. В качестве постдокторанта три года работал под руководством Джеймса Уотсона в Лаборатории в Колд-Спринг-Харбор. С 1979 году работает в Калифорнийском университете в Беркли. С 2008 года входит в совет директоров Премии Ласкера.

## Награды
- Премия Розенстила (1994, совместно с Robert G. Roeder)
- Премия Луизы Гросс Хорвиц (1999)
- В 2014 году медиакомпания «Thomson Reuters» включила Роберта Цяня в свой список наиболее вероятных кандидатов на получение Нобелевской премии.